# Phrynopus lechriorhynchus
Phrynopus lechriorhynchus är en groddjursart som beskrevs av Linda Trueb och Lehr 2008. Phrynopus lechriorhynchus ingår i släktet Phrynopus och familjen Strabomantidae. Inga underarter finns listade i Catalogue of Life.